# توني جونز (عالم عقيدة)
توني جونز (بالإنجليزية: Tony Jones)‏ هو عالم عقيدة أمريكي، ولد في 31 مارس 1968.